# Šunrjú Suzuki
Šunrjú Suzuki (japonsky 鈴木 俊隆/anglicky Suzuki Shunryū; 18. května 1904 – 4. prosince 1971) byl japonský zenbuddhista, Sótó zen mnich, který uplatňuje neformální přístup, klade důraz na zdravý rozum a zen objasňuje pomocí příkladů z běžného života.
Do USA přišel z Japonska v roce 1958. Byl znám jako popularizátor zenbuddhismu v USA a pro založení prvního buddhistického chrámu mimo Asii.